# Fernando Simón
 (mars 2020).
Si vous disposez d'ouvrages ou d'articles de référence ou si vous connaissez des sites web de qualité traitant du thème abordé ici, merci de compléter l'article en donnant les références utiles à sa vérifiabilité et en les liant à la section « Notes et références ».
Simón  Soria est un nom espagnol. Le premier nom de famille, en général paternel, est Simón ; le second, en général maternel, souvent omis, est Soria.
Fernando Simón Soria, né en 1963 à Saragosse, est un médecin épidémiologiste espagnol. Il est, depuis 2012, le directeur du Centre de coordination des alertes et des urgences sanitaires du ministère espagnol de la Santé. Il est le porte-parole en 2014 du Comité spécial espagnol pour la gestion de la maladie à virus Ebola et de celle sur la pandémie de Covid-19.

## Biographie
Fernando Simón est diplômé en médecine de l'Université de Saragosse et spécialisé en santé publique et épidémiologie à la London School of Hygiene & Tropical Medicine  et formé au programme européen de formation en épidémiologie d'intervention du Centre européen de Prévention et contrôle des maladies. Il a été directeur du Centre de recherche sur les maladies tropicales de Manica (Mozambique)  et de l'hôpital de Ntita au Burundi, ainsi que directeur des programmes du Centre national d'épidémiologie (CNE) et coordinateur de l'unité d'alerte et d'intervention de santé également dudit centre entre 2003 et 2011. 
Il enseigne à l'École nationale de santé publique et est membre du comité consultatif du Centre européen de prévention et de contrôle des maladies (CEPCM).  